# Nello Manzatti
Ion (Nelu) A. Mânzatu, mai bine cunoscut prin numele sub formă italianizată – Nello Manzatti (n. 1902, București — d. 5 februarie 1986, Milano, Italia) a fost un compozitor, cântăreț, gazetar și scriitor român. A rămas cunoscut pentru compozițiile de muzică ușoară și pentru afilierea cu Garda de Fier, căreia i-a dedicat un repertoriu militar. Scrierile sale literare sunt foarte puțin cunoscute.

## Biografie
Pentru activitatea sa legionară, Mânzatu a fost arestat la București în 1938 și închis în lagărul de la Miercurea Ciuc. După instalarea comunismului în România, a părăsit țara, stabilindu-se mai întâi în Argentina, apoi în Germania, Franța și Italia. Numele lui a fost dat uitării în România; totuși, șlagărele de muzică ușoară semnate de Mânzatu au continuat să fie cântate și tipărite cu atribuire către un autor anonim.

## Compoziții muzicale
Din repertoriul legionar pe care l-a creat pot fi amintite cântecele (pe versuri ale poetului Radu Gyr): „Imnul biruinței”, „Imnul Moța-Marin”, „Imnul muncitorilor”, „Sfânta tinerețe legionară”, „Vânt de seară”.
Din piesele de muzică de ușoară (tangouri, valsuri, romanțe) fac parte: „Bianca”, „De ce nu vii cu mine”, „De ce râdeai”, „De dragul tău”, „Ei da, așa ceva”, „Fără tine”, „Femeia, eterna poveste”, „Frumoasa mea cu ochii verzi” (pe versuri de Cincinat Pavelescu), „Frumoase mâini”, „Luna”, „Mâine”, „Numai pe tine”, „Nu vă jucați, doamne și domni”, „O noapte doar”, „Seara”, „Sus paharul”, „Tu nu știi ce e dorul”, „Valsul e cântecul iubirii” ș.a.

## Scrieri literare
- Frumoasa mea cu ochii verzi, (1957), Editura Carpații, Madrid, Spania
- Îți mai aduci aminte doamnă ?, (1951), Editura Cartea Pribegiei, Buenos Aires, Argentina
- Cum am compus cântecele legionare, (1996), Editura Ion Marii Verlag, Germania